# The Holy Bible
The Holy Bible (с англ. — «Священная Библия») — третий студийный альбом валлийской рок-группы Manic Street Preachers, выпущенный 29 августа 1994 года на лейбле Epic Records. Это последний альбом группы, в записи которого принимал участие гитарист и автор песен Ричард Джеймс Эдвардс, пропавший без вести 1 февраля 1995 года. В период сочинения и записи пластинки Эдвардс боролся с тяжёлой формой депрессии, алкоголизмом, аутосадизмом и нервной анорексией, и её содержание, как полагают многие источники, отражает психическое состояние музыканта. Тексты песен сосредоточены на темах, связанных с политикой и человеческими страданиями.
Хотя альбом добрался до шестой строчки в британском хит-параде и пробыл там четыре недели, многие расценили это как коммерческий провал, учитывая, что предыдущие пластинки коллектива находились в чартах минимум десять недель. По сравнению с предыдущими альбомами международные продажи пластинки были удручающими, и запись не попала в чарты других стран. В поддержку альбома были организованы выступления на фестивалях в Великобритании, Ирландии и континентальной Европе, частично уже без Эдвардса. The Holy Bible регулярно фигурирует в опросах британских музыкальных журналов как один из величайших рок-альбомов всех времён. По состоянию на 2015-й год во всём мире продано более 600 000 копий этого альбома.

## Запись альбома

Гитарист Ричи Эдвардс был автором более 70 % текстов этого альбома. Полагают, они отражали внутреннее состояние музыканта

По словам барабанщика Шона Мура, группа чувствовала, что они «немного потерялись» со звучанием их предыдущего альбома, и поэтому подход к записи следующей пластинки заключался в том, чтобы вернуться к своим «истокам» и вновь открыть для себя «немного британственности», которой не хватало их музыке. Певец и гитарист Джеймс Дин Брэдфилд вспоминал, что участники группы чувствовали, что они стали «слишком рокисткими […] мы потеряли нашу индивидуальность, наши ориентиры». Музыканты перестали слушать американский рок и вновь вернулись к музыке, которая вдохновляла их, когда они только сформировали группу: Magazine, Wire, The Skids, PiL, Gang of Four и Joy Division.
Epic Records предложили музыкантам записать альбом на Барбадосе, но группа хотела избежать того, что Брэдфилд называл «весь этот декадентский рор-н-рольный мусор, на котором помешаны рок-звёзды». Вместо этого работа началась со звукорежиссёром Алексом Силва в «абсолютно крошечной» студии Sound Space Studios в Кардиффе с низкой арендной платой. Это была идея Ники Уайра, вспоминал Брэдфилд, чтобы группа «не использовала все имеющиеся в её распоряжении возможности» во время записи альбома. Альбом был смикширован Марком Фригэрдом, который ранее работал с группой The Breeders. Композиция «She Is Suffering» была спродюсирована Стивом Брауном. Запись продолжалась четыре недели.
Брэдфилд описал запись пластинки как вынужденный отказ музыкантов от своей социальной жизни на тот период (альбом отбирал слишком много времени), а Алекс Силва даже расстался со своей подругой из-за долгих часов, проведённых в работе над записью. Гитарист Ричи Эдвардс присутствовал на сессиях звукозаписи, но, по словам Уайера, он появлялся, «падал на диван и засыпал», пока другие участники группы выполняли все записи. Он сильно пил и часто плакал. По словам Брэдфилда, «день неизбежно начинался со звука открывающейся банки пива».
Как отмечал Брэдфилд, альбом был создан с «академической дисциплиной», группа тщательно работала над заголовками и структурой композиций, «поэтому каждая песня походила на эссе».

## Тематика песен

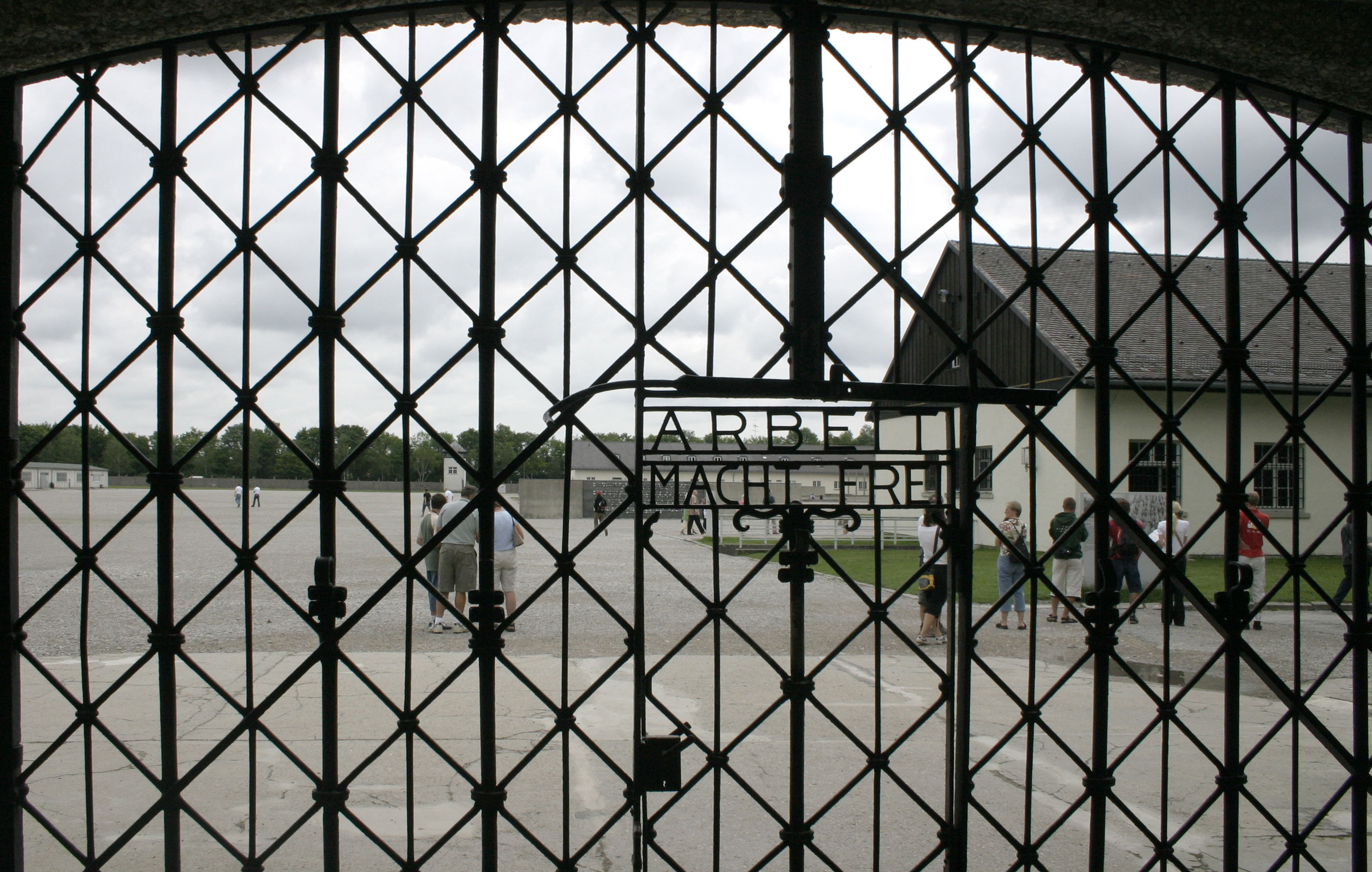
Ворота концлагеря в Дахау были изображены на одной из иллюстраций к альбому. Это место произвело сильнейшее впечатление на группу

Несмотря на то, что авторство текстов в двух предыдущих альбомах практически в равных долях принадлежало Ричи Эдвардсу и Ники Уайру, на The Holy Bible тексты на 70-75 % были, по словам Брэдфилда, написаны Эдвардсом. Уайр подчёркивал, что наибольший вклад он внёс в песни «This Is Yesterday» и «Ifwhiteamericatoldthetruthforonedayit’sworldwouldfallapart» (sic) (рус. ЕслибелаяАмерикаоткроетправдухотябынаодинденьэтотмирразвалится), в остальном лишь участвуя в выборе названия некоторых песен.
В текстах песен The Holy Bible рассматриваются такие темы, как проституция, американское потребительство, британский империализм, свобода слова, Холокост, самоистощение, серийные убийцы, политическая революция, детство, фашизм и самоубийство. По мнению журнала Q, «тон альбома меняется от мрачного до зловещего и превращается в бессилие (резиньяцию) в конце записи». В 1994 году этот же журнал отметил, что «даже поверхностный взгляд на названия подтвердит, что это не новый альбом Глории Эстефан».
Шон Мур описал содержание текстов как апофеоз того, «насколько далеко Ричи смог зайти». По словам Брэдфилда: «Некоторые тексты смутили меня. Одни песни […] были вуайеристскими, другие родились из личного опыта […], я помню, как получил текст песни „Yes“ и думал: „Ты сумасшедший ублюдок, как я буду сочинять музыку вот для этого?“». Критик Саймон Прайс отмечал, что потенциально пригодные для радио песни попадали в ловушку своих текстов, которые были сфокусированы на резонансных темах и содержали ругательства.
Во время интервью в период выпуска альбома Ники Уайр объяснил, что трек «Ifwhiteamericatoldthetruthforonedayit’sworldwouldfallapart» был «не полностью антиамериканской песней», он был о том, «как самая пустая культура в мире может доминировать в таком широком смысле слова». «Of Walking Abortion», песню о правом тоталитаризме, Уайр прокомментировал так: «есть червь в человеческой натуре, который заставляет нас желать о власти». «Archives of Pain» поднимает тему восхваления серийных убийц и, судя по всему, пропагандирует смертную казнь. Уайр говорил: «Была песня, которая меня и Ричи волновала больше всего […] эта песня — не заявление правого политического крыла, она просто против восхищения теми людьми, которые убивают». В 1994 году Брэдфилд описал песню как «одну из самых важных вещей, которые мы сделали», но также отметил, что она «крайне правая» и была «неверно истолкована».
Уайр описал концепцию композиции «Revol» как идею Эдвардса, что «отношения в политике и отношения в целом априори обречены на неудачу». «P.C.P.», говорил он, была о том, как «последователи ПК подхватывают идею о том, чтобы быть либеральными, но заканчивается всё полностью наоборот». Также Уайр сетовал, что он «совсем запутался» в песне «Faster» (большую часть которой написал он сам), хотя Эдвардс сказал ему, что она была о аутосадизме.
По словам Уайра, «Mausoleum» и «The Intense Humming of Evil» были вдохновлены посещением группой бывших концентрационных лагерей в Дахау и Берген-Бельзене. Однако Брэдфилд счёл недостаточно осуждающим первый черновой текст «The Intense Humming of Evil» и попросил переписать песню («нельзя относиться неоднозначно к Холокосту»).
Уайр говорил, что песни «Die in the Summertime», и «4st 7lb» «были о душевном состоянии Ричи, что довольно очевидно». По словам Эдвардса, первая была о пенсионере, желающем умереть с воспоминаниями о детстве в своих мыслях. Название второй — «4st 7lb» (29 кг) является весом, ниже которого смерть, с медицинской точки зрения, становится неизбежной для человека, страдающего анорексией.
Уайр описывал «This Is Yesterday» как песню «о том, что люди всегда оглядываться назад, на свою юность, и считают её лучшим периодом жизни».
Уайр и Брэдфилд оба выразили неприязнь к тексту песни «She Is Suffering». Уайр описывал песню так: «она страдает потому, что идёт навстречу своему синдрому». По словам Эдвардса, «она» в песне обозначает желание: «В Библии и Священном Писании никакая истина невозможна, пока вы не очистите себя от желания».

### Использованные семплы
В ходе записи пластинки был использован интересный приём: некоторые композиции были дополнены семплами диалогов, которые отражают темы самих песен, а именно:
- «Yes» содержит диалоги из документального фильма о торговле проституцией — Hookers, Hustlers, Pimps and their Johns режиссёра Бибэна Кидрона[англ.].
- «Ifwhiteamericatoldthetruthforonedayit’sworldwouldfallapart» начинается семплом из телевизионного трейлера шоу Rising Tide телеканала GOP TV.
- «Of Walking Abortion» начинается отрывком из интервью Хьюберта Селби-младшего.
- «Archives of Pain» начинается со слов матери одной из жертв серийного убийцы Питера Сатклиффа из телевизионного репортажа о его суде.
- «4st 7lb» начинается диалогом из документального фильма Caraline’s Story режиссёра Джереми Ллевелин-Джонса о Кэрелайн Невилл-Листер и анорексии.
- «Mausoleum» содержит цитаты из интервью Джеймса Балларда, в котором он объясняет причины, побудившие его написать роман «Автокатастрофа».
- «Faster» начинается с семпла из фильма «1984», киноверсии одноимённого романа Джорджа Оруэлла, текст произносит Джон Хёрт.
- «The Intense Humming of Evil» начинается отрывками из отчёта о Нюрнбергском процессе.
- «P.C.P.» заканчивается словами, которые произносит Альберт Финни, это семпл из фильма «Костюмер» режиссёра Питера Йетса[36].

## Эстетика альбома

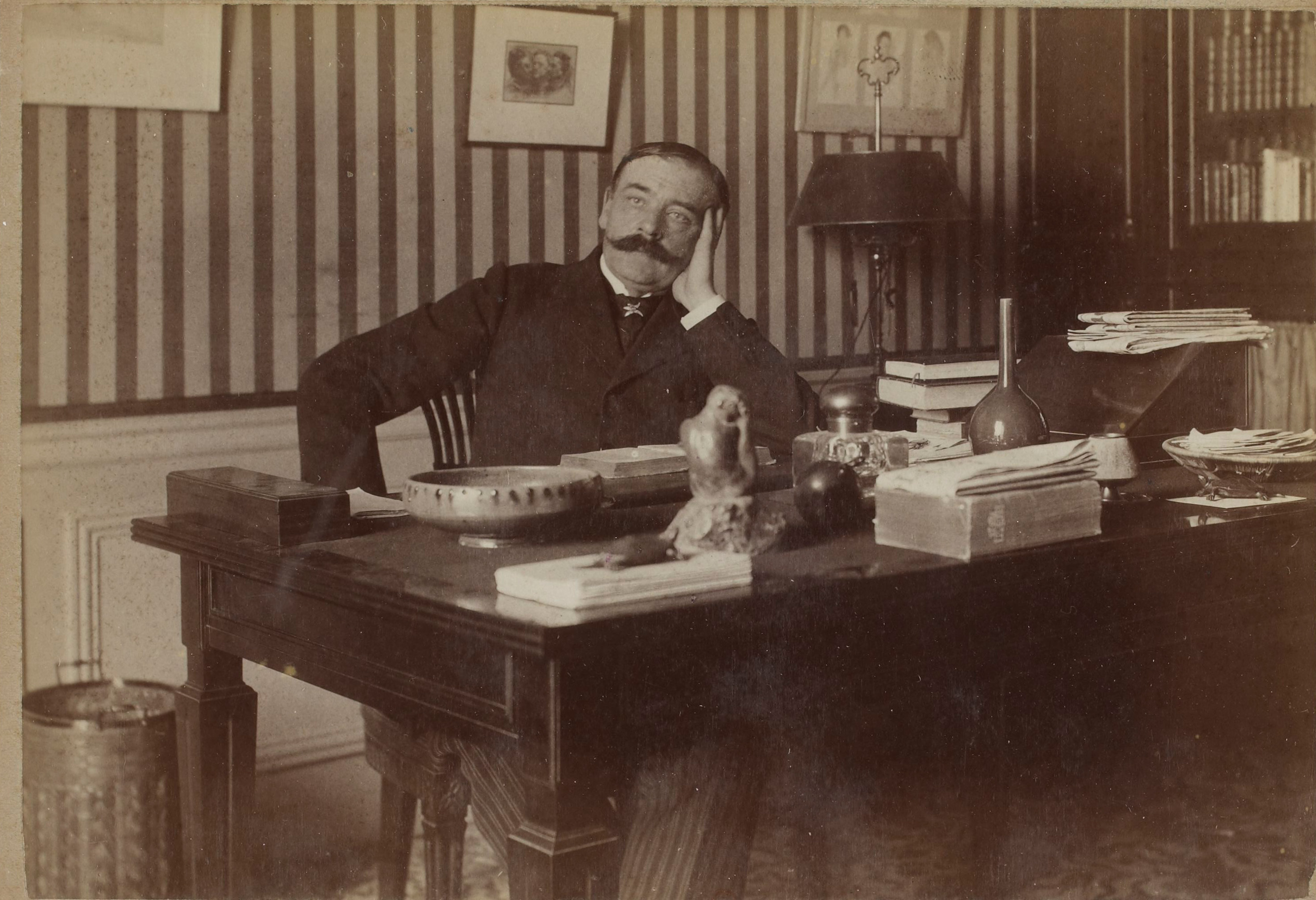
Писатель Октав Мирбо был процитирован на обложке альбома

Джеймс Дин Брэдфилд описал времена альбома The Holy Bible, как «самый существенный период для группы как визуально, так и с точки зрения песен, которые мы писали, и самой записи […] мы никогда не боялись признать это».
Во время гастролей в начале 1994 года группа посетила магазины армейский одежды, где они приобрели вещи, которые надевали на сцене как дань уважения группе The Clash. Этот милитари-стиль последовательно использовался группой во время выступлений в поддержку нового альбома, в том числе на музыкальных видео и телевизионных шоу. Исполнение песни «Faster» на телепередаче Top of the Pops телеканала «Би-би-си» в июне 1994 года привело к большому скандалу и рекордному количеству жалоб (25 000 позвонивших) из-за наряда Брэдфилда, который выступал в военной балаклаве.
Идея обложки была разработана Ричи Эдвардсом во время его госпитализации. На ней изображён триптих Дженни Савиль под названием «Стратегия (Южная сторона/Передняя сторона/Северная сторона)», иллюстрирующий тело тучной женщины в нижнем белье с трёх разных ракурсов. Сэвилл дала разрешение на бесплатное использование своей работы  после разговора с Эдвардсом, в котором он подробно описал концепцию каждой песни из альбома. На задней стороне обложки были напечатаны фото группы в военной форме и цитаты, взятые из романа «Сад пыток» французского писателя Октава Мирбо, который в свою очередь начинается словами «Священникам, солдатам, судьям, людям, воспитывающим, наставляющим и управляющим людьми, посвящаю я эти страницы убийства и крови».
Этот альбом также является первым случаем использования Manic Street Preachers на обложке шрифта Gill Sans со стилизованной кириллической буквой «Я» вместо латинской «R». Этот шрифт похож на тот, что использовался в альбоме Empires and Dance группы Simple Minds, одной из любимых пластинок Джеймса Брэдфилда, и позже будет повторно использован в более поздних альбомах и станет легко узнаваемым мотивом обложек Manics.
Буклет с текстами песен содержит различные изображения, включая христианскую иконографию, фотографии ворот в концентрационном лагере Дахау и план газовых камер в концлагере Бельзен, фотографию трупа Ленина, гравюру с изображением казни на гильотине в революционной Франции, изображение яблока, фотографию женщины с близнецом-паразитом, фотографии участников Manic Street Preachers в детстве и фотографии группы британских полицейских в противогазах. Также буклет содержит слова из буддийского писания Типитака. Альбом был посвящён памяти Филипа Холла, публициста группы, который скончался от рака в 1993 году.
По словам Брэдфилда, название «The Holy Bible» было выбрано Эдвардсом, чтобы отразить идею, что «всё на записи должно быть совершенным» . В одном из интервью в конце 1994 года Эдвардс сказал: «Способ, которым религии предпочитают доносить свою правду до людей, всегда заключается в том, чтобы подавить их […] Я думаю, что если Священная Библия истинна, она должна рассказывать о том, как устроен мир, и именно об этом, я думаю, мои тексты. [Альбом] не притворяется, что этих вещей не существует [темы, о которых писал Ричи]».

## Состояние Ричи Эдвардса

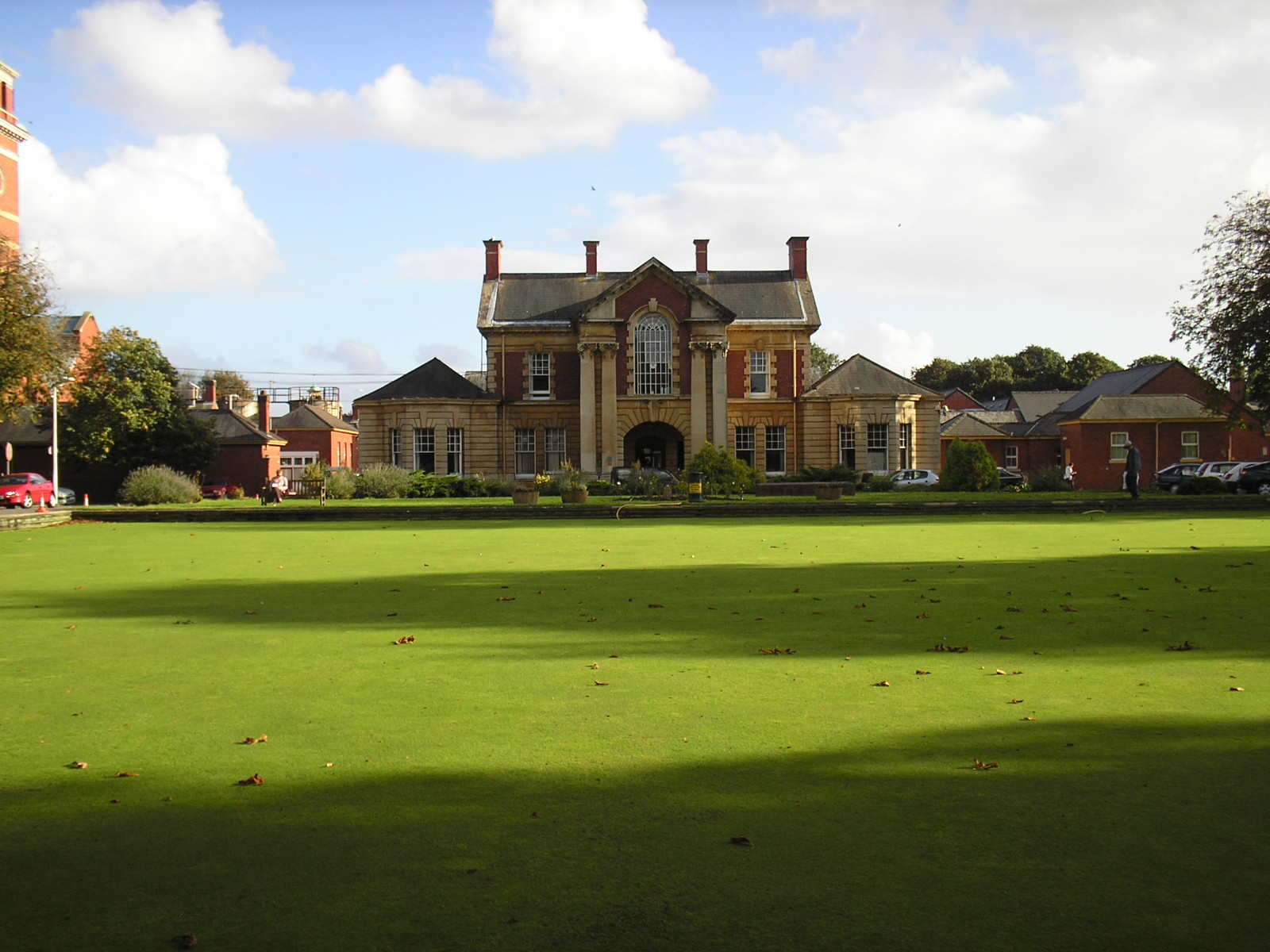
Психиатрическая лечебница в Кардиффе. Ричи Эдвардс был доставлен туда после того как изрезал себя ножом

У Ричи Эдвардса были длительные проблемы со злоупотреблением алкоголем, депрессией и аутосадизмом. В 1994 году эти проблемы, по словам Уайра, «обострились до такой степени, что все немного испугались», а Эдвардс также начал страдать  нервной анорексией. В течение апреля и мая, когда группа играла концерты в Таиланде и Португалии, Эдвардс постоянно наносил себе порезы и появился на сцене в Бангкоке с ранами на груди.
Он открыто говорил в музыкальной прессе о своих проблемах, рассказывая NME: «Когда я режу себя, я чувствую себя намного лучше. Все мелочи, которые могли бы меня раздражать, кажутся такими незначительными, потому что я концентрируюсь на боли», и «Я из тех людей, которые просыпаются утром и желают промочить горло бутылочкой спиртного».
Проблемы Эдвардса продолжали обостряться и во время записи альбома. Его психическое состояние ухудшилось, когда он узнал о самоубийстве близкого друга из университета. В июле он был доставлен в больницу после того, как жестоко изрезал себя ножом, а затем был переведён в психиатрическую лечебницу в Кардиффе. Его вес упал до 38 кг.
К моменту выхода альбома в конце августа 1994 года группа играла в составе трио на фестивале в Рединге, в то время как Эдвардс находился в частной клинике Priory Hospital в Рохамптоне и вернулся в группу лишь во время турне осенью 1994 года. Другие участники группы считают, что на тот момент его пьянство находилось под контролем, но он по прежнему потреблял мало пищи и продолжал причинять себе вред. 1 февраля 1995 года Ричи исчез и, предположительно, покончил жизнь самоубийством (его автомобиль был обнаружен неподалёку от моста Северн, но труп так и не был найден).
Уход Ричи оставил зияющую дыру во всём брит-попе. «Ричи был самым важным человеком в английской музыке, и заменить его некем», — говорил Мартин Карр из группы The Boo Radleys.

## Отзывы критиков
| Оценки критиков               | Оценки критиков          |
| Источник                      | Оценка                   |
| ----------------------------- | ------------------------ |
| AllMusic                      | [ 4 ]                    |
| Blender                       | [ 52 ]                   |
| Encyclopedia of Popular Music | [ 53 ]                   |
| Exclaim!                      | без оценки               |
| The Great Rock Discography    | [ 55 ]                   |
| The Guardian                  | [ 56 ]                   |
| Mojo                          | [ 57 ]                   |
| MusicHound                    | [ 58 ]                   |
| NME                           | 9/10 (1994) 10/10 (2004) |
| Pitchfork Media               | 8.4/10                   |
| PopMatters                    | 8/10                     |
| Q                             | [ 62 ]                   |
| Rolling Stone                 | [ 63 ]                   |
| Sputnikmusic                  | [ 64 ]                   |
| Stylus Magazine               | A                        |
| Uncut                         | [ 65 ]                   |

Сразу после выхода альбома, в 1994 году, журнал New Musical Express в своей рецензии рассматривал его прежде всего как работу Джеймса Брэдфилда, отмечая: «Библия не изящна, но она чертовски впечатляет». Напротив, журнал Melody Maker увидел в ней в первую очередь творение Ричи Эдвардса, описав пластинку как «звучание группы в момент смерти […] Альбом мчится к личному Армагеддону». После переиздания диска десять лет спустя New Musical Express описал его как «произведение подлинного гения».
Стивен Томас Эрлевайн из AllMusic заявил, что этот альбом был «предсмертным завещанием Ричи Эдвардса», подытожив: «В каждой песне есть пассаж, пугающий в своей метафоричности. Хотя сама музыка не так зловеще интенсивна, этот плотный, лаконичный хард-рок и глэм-хуки подчёркивают параноидальный фон песен, из-за чего лирика врезается в нутро ещё глубже». Рецензент издания Pitchfork Джо Тангэри отмечал: ««В каком-то смысле история падения Эдвардса в неведомое забвение связана с опытом прочтения Библии, которая в ретроспективе стала своего рода панегириком в стиле шоу ужасов для человека, который не мог ужиться в гармонии с окружающим миром».
По мнению онлайн-издания Stylus Magazine, «это просто один из лучших альбомов 90-х — проигнорированный большинством, но сильно любимый теми немногими, кто жил с ним все эти годы […] Всё, что сделали Manics с тех пор, вызывает негодование, не говоря уже о почти всём остальном [в музыке]». Российский рок-журналист Владимир Соловьев-Спасский в своей книге «Всадники без головы, или рок-н-ролльный бэнд» также поддерживает эту идею: «[после The Holy Bible] группа выпускает самую контрреволюционную поп-пластинку [Everythyng Must Go] и вплывает в океан шоу-бизнеса, фактически перечёркивая всё, за что боролся Ричи Эдвардс». Он так описывал The Holy Bible: «Это уже не поп-музыка, а устрашающая хроника чумного времени, дневник последнего года Ричи, проведённого в старом мире […] Называя свой альбом „The Holy Bible“, Ричи знал, на что он идёт, потому что после таких вещей люди обычно не выживают». Rolling Stone также отметил альбом положительной рецензией: «даже тайна исчезновения [Эдвардса] не может уравновесить жизнеутверждающую силу, которая пробирает ваше нутро с самой первой песней альбома».
Ник Батлер из Sputnikmusic похвалил альбом, назвав его «классикой» и поставил ему 5 баллов из 5, подытожив: «Поклонники панка, хард-рока, инди и даже металла должны это услышать. Некоторые сочтут, что они не разделяют такой взгляд на жизнь, некоторых она может просто отпугнуть. Но, конечно, не меня».

## Влияние
Пластинка вошла в список «Тысяча и один музыкальный альбом, который стоит прослушать, прежде чем вы умрёте». В 2000 году она заняла пятнадцатое место в списке «лучших альбомов всех времён» по версии редакции журнала Melody Maker. В 2001 году журнал Q назвал The Holy Bible одним из «50 самых тяжёлых альбомов всех времён». В 2001 году он занял десятое место среди лучших альбомов, выпущенных за время существования журнала Q по мнению его читателей; в 2003 году этот же журнал поставил его на восемнадцатую строчку в голосовании «лучший альбом всех времён». В 2005 году журнал Kerrang! поместил его на десятую строчку в списке «величайших рок-альбомов всех времён». В 2005 году запись возглавила список «самых любимых альбомов всех времён» среди зрителей шоу «Newsnight» телеканала «Би-би-си».
В 2011 году журнал NME поставил эту запись на первое место в списке «50 самых мрачных альбомов всех времён», этот же журнал присудил ему 5-е место в рейтинге лучших альбомов 1994 года. В 2003 году The Holy Bible занял 44-е место в ещё одном опросе от NME — «500 величайших альбомов всех времён». В 2015 году диск получил очередную награду от издания NME — «переиздание года».

## Турне
В апреле и мае 1994 года группа впервые исполнила песни из нового альбома на концертах в Таиланде и Португалии и на благотворительном концерте организации Anti-Nazi League в Броквелл-парк, Лондон. В июне они отыграли на фестивале Гластонбери.
В июле и августе группа выступила на фестивалях в Рединге, T in the Park в Шотландии, Alte Wartesaal в Кёльне и Parkpop в Гааге, но уже без Эдвардса. С сентября по декабрь они гастролировали с группами Suede и Therapy? в статусе хэдлайнеров: один тур по Великобритании и Ирландии и два — по континентальной Европе. В декабре группа отыграла три шоу в лондонской Astoria, последнее закончилось погромом: музыканты разбили свои инструменты и осветительное оборудование, ущерб был оценен в сумму £ 26 000.
Джеймс Дин Брэдфилд и Ричи Эдвардс должны были вылететь в Соединённые Штаты 1 февраля 1995 года, чтобы дать интервью средствам массовой информации. Но в этот день Эдвардс исчез, в итоге Брэдфилд сделал это в одиночку. Концерты в нескольких городах США, а также в Праге и Вене, были запланированы на март и апрель 1995 года, но были отменены.
В конце 2014 года группа впервые исполнила The Holy Bible целиком. Мини-турне по Великобритании, посвященное 20-летнему юбилею пластинки, состоялось в Глазго, Манчестере, Дублине и Лондоне. После этого музыканты провели аналогичное турне по Северной Америке: в апреле 2015 года они отыграли концерты в Вашингтоне, Торонто, Нью-Йорке, Бостоне, Сан-Франциско, Лос-Анджелесе и Чикаго. Также они выступили в своём родном городе — Кардиффе, в местном замке, перед десятью тысячами фанатов, концерт транслировался на телеканале BBC Two Wales.

## Юбилейное переиздание
По случаю десятилетнего юбилея записи, 6 декабря 2004 года вышла расширенная версия The Holy Bible, содержащая два компакт-диска диска и один DVD.
Первый диск содержал цифровую ремастеринговую версию альбома и 4 концертных трека.
Второй диск был версией The Holy Bible, ремикшированной Томом Лордом-Элджем и предназначенной для выпуска в США, но этого не произошло «по понятным причинам, из-за текстов» — заметил Брэдфилд. Группа считала, что вторая версия была лучше оригинального микса. По словам Брэдфилда: «На этот раз мы получили что-то от американской звукозаписывающей индустрии, которую мы презираем, и это было замечательно».
DVD содержало 30-минутное интервью с группой, их исполнение песни «Faster» в Top of the Pops и акустическое выступление на MTV's Most Wanted. Также сюда были включены концертные выступления на Гластонбери и на фестивалях в Рединге и Лидсе, 3 трека с TV шоу Butt Naked, американское видео на композицию «Faster», видео на песни «Yes» и «Judge Yr’Self».

## Список композиций
Все тексты написаны Ричи Эдвардсом и Ники Уайром, вся музыка написана Джеймсом Дином Брэдфилдом и Шоном Муром.
| №   | Название                                                     | Длительность |
| --- | ------------------------------------------------------------ | ------------ |
| 1.  | «Yes»                                                        | 4:59         |
| 2.  | «Ifwhiteamericatoldthetruthforonedayit'sworldwouldfallapart» | 3:39         |
| 3.  | «Of Walking Abortion»                                        | 4:01         |
| 4.  | «She Is Suffering»                                           | 4:43         |
| 5.  | «Archives of Pain»                                           | 5:29         |
| 6.  | «Revol»                                                      | 3:05         |
| 7.  | «4st 7lb»                                                    | 5:05         |
| 8.  | «Mausoleum»                                                  | 4:12         |
| 9.  | «Faster»                                                     | 3:55         |
| 10. | «This Is Yesterday»                                          | 3:58         |
| 11. | «Die in the Summertime»                                      | 3:05         |
| 12. | «The Intense Humming of Evil»                                | 6:12         |
| 13. | «P.C.P.»                                                     | 3:55         |

| №   | Название                       | Длительность |
| --- | ------------------------------ | ------------ |
| 14. | «Drug, Drug, Druggy» (live)    |              |
| 15. | «Roses in the Hospital» (live) |              |
| 16. | «You Love Us» (live)           |              |
| 17. | «New Art Riot» (live)          |              |

| №   | Название                             | Длительность |
| --- | ------------------------------------ | ------------ |
| 14. | «The Intense Humming of Evil» (live) | 4:58         |
| 15. | «4st 7lb» (live)                     | 4:44         |
| 16. | «Yes» (live)                         | 4:30         |
| 17. | «Of Walking Abortion» (live)         | 3:47         |

| №   | Название                                                     | Длительность |
| --- | ------------------------------------------------------------ | ------------ |
| 1.  | «Yes»                                                        | 5:19         |
| 2.  | «Ifwhiteamericatoldthetruthforonedayit'sworldwouldfallapart» | 3:43         |
| 3.  | «Of Walking Abortion»                                        | 4:07         |
| 4.  | «She Is Suffering»                                           | 4:57         |
| 5.  | «Archives of Pain»                                           | 5:30         |
| 6.  | «Revol»                                                      | 3:05         |
| 7.  | «4st 7lb»                                                    | 5:10         |
| 8.  | «Mausoleum»                                                  | 4:13         |
| 9.  | «Faster»                                                     | 3:53         |
| 10. | «This Is Yesterday»                                          | 3:58         |
| 11. | «Die in the Summertime»                                      | 3:07         |
| 12. | «The Intense Humming of Evil»                                | 6:14         |
| 13. | «P.C.P»                                                      | 3:57         |
| 14. | «Die in the Summertime» (demo)                               | 2:26         |
| 15. | «Mausoleum» (demo)                                           | 3:29         |
| 16. | «Of Walking Abortion» (Radio 1 Evening Session)              | 3:39         |
| 17. | «She Is Suffering» (Radio 1 Evening Session)                 | 4:25         |
| 18. | «Yes» (Radio 1 Evening Session)                              | 4:40         |

| №   | Название                                                         | Длительность |
| --- | ---------------------------------------------------------------- | ------------ |
| 1.  | «Faster» (выступление на телепередаче Top of the Pops)           |              |
| 2.  | «Faster» (выступление на телепередаче Butt Naked)                |              |
| 3.  | «P.C.P.» (выступление на телепередаче Butt Naked)                |              |
| 4.  | «She Is Suffering» (выступление на телепередаче Butt Naked)      |              |
| 5.  | «4st 7lb» (выступление на телепередаче MTV Most Wanted)          |              |
| 6.  | «She Is Suffering» (выступление на телепередаче MTV Most Wanted) |              |
| 7.  | «Faster» (выступление на фестивале Glastonbury '94)              |              |
| 8.  | «P.C.P.» (выступление на фестивале Glastonbury '94)              |              |
| 9.  | «Yes» (performed at Glastonbury '94)                             |              |
| 10. | «Revol» (выступление на фестивале Reading '94)                   |              |
| 11. | «Faster» (видео, американская версия)                            |              |
| 12. | «Judge Yr'self» (видео)                                          |              |
| 13. | «Yes» (новый фильм, режиссёр — Патрик Джонс)                     |              |
| 14. | «Band interview»                                                 |              |

## Участники записи

### Manic Street Preachers
- Джеймс Дин Брэдфилд — ведущий вокал, соло и ритм-гитара, продюсирование
- Ричи Джеймс — ритм-гитара, дизайн обложки, продюсирование
- Ники Уайр — бас-гитара, продюсирование
- Шон Мур — ударные, продюсирование

### Производство
- Стив Браун — продюсирование (трек «She Is Suffering»)
- Алекс Силва — звукоинженер
- Марк Фригэрд — микширование
- Дженни Савиль — дизайн лицевой обложки
- Бэрри Кэмен — дизайн задней обложки
- Октав Мирбо — автор текста на задней стороне обложки (из романа «Сад пыток»)
- Нил Купер (en) — фотографии на обложке

## Чарты и сертификация
| Хит-парад (1994)                 | Высшая позиция |
| -------------------------------- | -------------- |
| Великобритания (UK Albums Chart) | 6              |
| Япония (Oricon)                  | 50             |

| Регион | Сертификация | Продажи  |
| --- | ------------ | -------- |
| Великобритания (BPI) | Золотой      | 100 000* |
| * Данные о продажах приведены только на основе сертификации. ^ Данные о тиражах приведены только на основе сертификации. |              |          |